# Matthew White Ridley (4e vicomte Ridley)
Matthew White Ridley, 4e vicomte Ridley (29 juillet 1925 - 22 mars 2012), est un noble britannique. Il est Lord-intendant de 1989 à 2001.

## Jeunesse
Ridley est le fils de Matthew White Ridley (3e vicomte Ridley), et d'Ursula Lutyens, fille d'Edwin Lutyens. Son jeune frère Nicholas Ridley (baron Ridley de Liddesdale), est un homme politique du Parti conservateur qui est ministre du gouvernement pendant presque toutes les années des gouvernements de Margaret Thatcher.
Matthew Ridley fait ses études au Collège d'Eton et passe plusieurs mois à étudier l'agriculture au King's College de l'Université de Durham (aujourd'hui Newcastle University). La Seconde Guerre mondiale interrompt ses études et il rejoint les Coldstream Guards, servant en Normandie et en Allemagne en 1944-1945. Il étudie ensuite à Oxford, obtenant un diplôme en agriculture du Balliol College en 1948.
Il est ensuite aide de camp d'Evelyn Baring (1er comte de Cromer), alors gouverneur du Kenya. Pendant ce temps, il approfondit son intérêt pour la nature et la science. En 1955, Ridley et le zoologiste Richard Percy passent quatre mois sur une île inhabitée des Seychelles à étudier le sort de la sterne fuligineuse en déclin.
Plus tard, il rejoint l'armée territoriale, atteignant le grade de colonel dans les Northumberland Hussars : et devient colonel honoraire de cette unité en 1979.

## Vie publique
Ridley succède à son père comme vicomte en 1964. Il est président du conseil du comté de Northumberland de 1967 à 1979. Il préside plusieurs entreprises et sociétés, avant de servir comme chancelier de l'Université de Newcastle de 1988 à 1999, comme Lord Lieutenant du Northumberland de 1984 à 2000, et comme Lord-intendant de 1989 à 2001. Il est remplacé par le duc d'Abercorn comme Lord intendant en 2001.
Il est fait Chevalier Compagnon de l'Ordre de la Jarretière en 1992 et nommé Chevalier Grand-Croix de l'Ordre royal de Victoria en 1994. Il prend sa retraite en 1999 et ne s'est pas présenté aux élections en tant que pair héréditaire après la House of Lords Act.

## Mariage et enfants
Ridley épouse le 3 janvier 1953 Anne Katharine Gabrielle Lumley (née le 16 novembre 1928, décédée en 2006), fille de Roger Lumley (11e comte de Scarbrough). Ils ont quatre enfants :
- [Cecilia Anne Ridley (née le 1er décembre 1953)
- Rose Emily Ridley (née le 13 août 1956, décédée en 2020), épouse Owen Paterson en 1980 et a deux fils et une fille
- Matthew White Ridley, 5e vicomte Ridley (né le 7 février 1958)
- Mary Victoria Ridley (née le 30 novembre 1962)

Ridley est décédé le 22 mars 2012 et est remplacé comme vicomte par son fils unique.